# ポール・マクスウェル
ポール・マクスウェル（Paul Maxwell, 1921年11月12日 - 1991年12月19日）は、カナダの俳優。

## 出演作品

### 映画
- 遠すぎた橋 -  マクスウェル・D・テイラー少将
- エイリアン2 - ヴァン・リューエン
- パットン将軍 最後の日々 - ジェフリー・キース（英語版）中将

### テレビ番組
- キャプテン・スカーレット - グレイ大尉の声
- 電撃スパイ作戦　#25 -バックスター艦長